# Aeroportul Brescia
Aeroportul Brescia (IATA: VBS, ICAO: LIPO) este un aeroport din Montichiari, Provincia Brescia, Lombardia, Italia ce deservește zona Brescia. Aeroportul a fost tranzitat în 2021 de 5.454 de pasageri. A fost deschis în 1909 și numit după Montichiari.
Situat la o altitudine de 108 m, aeroportul dispune de 1 pistă.

## Infrastructură

### Piste
Aeroportul dispune de o singură pistă. Pista 14/32 are suprafața de Ciment și dimensiunile 2.990 m × 45 m. 